# Doğray, Beylikova
Doğray là một xã thuộc huyện Beylikova, tỉnh Eskişehir, Thổ Nhĩ Kỳ. Dân số thời điểm năm 2011 là 151 người.